# Wise Up Ghost
Wise Up Ghost è un album discografico collaborativo realizzato dal cantautore Elvis Costello e dal gruppo The Roots e pubblicato nel settembre 2013.

## Tracce
1. Walk Us Uptown – 3:22
2. Sugar Won't Work – 3:31
3. Refuse To Be Saved – 4:23
4. Wake Me Up – 5:52
5. Tripwire – 4:28
6. Stick Out Your Tongue – 5:28
7. Come The Meantimes – 3:53
8. (She Might Be A) Grenade – 4:36
9. Cinco Minutos Con Vos – 5:01
10. Viceroy's Row – 5:01
11. Wise Up Ghost – 6:27
12. If I Could Believe – 3:58

Bonus track (edizione deluxe)
1. My New Haunt – 4:39
2. Can You Hear Me? – 6:27
3. The Puppet Has Cut His Strings – 4:57

## Classifiche
- Billboard 200 - #16